# Случай в пустыне
«Случай в пустыне» — советский приключенческий художественный фильм, снятый в 1957 году режиссёром Загидом Сабитовым на студии «Узбекфильм».

## Сюжет
Фильм о борьбе советских ребят с шпионско-диверсантской вражеской группой в пустынных районах Узбекистана. Костя, Рустам и маленькая Фирюза случайно оказываются в пустыне. Там они встречаются с «археологами», оказавшимися врагами. Под прикрытием тайфуна шпионы были переброшены на советскую территорию, чтобы соединиться с ранее перешедшей границу группой диверсантов. С помощью ребят, пограничниками группа диверсантов будет захвачена.

## В ролях
- Евгений Супонев — Костя Славин
- Мила Газиева — Фирюза
- Исмаил Фазылов — Рустам Алиев
- Обид Джалилов — Алим-ота, дедушка Фирюзы
- Владимир Емельянов — полковник
- Хамза Умаров — лейтенант Али
- Сергей Голованов — «Начальник»
- Александр Смирнов — «Высокий»
- Павел Шпрингфельд — «Сержант»
- Пётр Соболевский — «Угрюмый»
- Роман Ткачук — радист
- Яйра Абдулаева — мать Фирюзы
- Тулкун Таджиев — лётчик
- Шариф Каюмов — эпизод
- И. Мещанинов — эпизод
- Афандихон Исмаилов — эпизод
- А. Алиходжаев — эпизод
- Л. Димонт — эпизод
- Нина Зарипова — эпизод (нет в титрах)
- Хаким Зарипов — эпизод (нет в титрах)
- Холида Зарипова — эпизод (нет в титрах)
- Фахритдин Шарифбаев — эпизод (нет в титрах)
- Юлдуз Ризаева — эпизод (нет в титрах)
- И. Силифонов — эпизод (нет в титрах)